# Radar Base (Teksas)
Radar Base je naseljeno mjesto za statističke potrebe u američkoj saveznoj državi Teksas. Prema popisu stanovništva iz 2010. u njemu je živjelo 762 stanovnika.